# Planhyvel

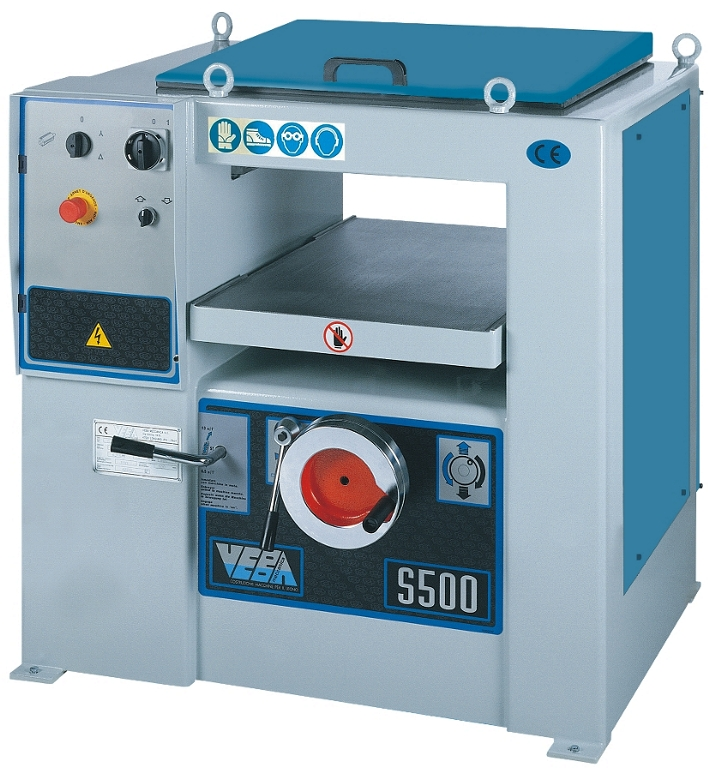
Planhyvel

En planhyvel är en träbearbetningsmaskin med en roterande kutter med knivar. Äldre hyvelmaskiner var utrustade med en fyrkantkutter. I en modern maskin är det en rundkutter med två eller fyra knivar monterade. Trästycket som ska hyvlas matas fram av maskinens matarverk mot kuttern som befinner sig över maskinens bord. Planhyveln bearbetar arbetsstycket varvid det erhåller en bestämd tjocklek eller mått och slät yta. En modern planhyvel har matarverk med olika hastigheter för olika inmatningshastigheter beroende på vilket virkesslag som hyvlas och kvalitetskrav.
Dagens planhyvel har utbytbara knivar av hårdmetallstål för att snabbt kunna byta hyvelstål i kuttern. En del äldre planhyvlar med knivar som kan slipas har en inbyggd slipmaskin, härmed behöver inte stålen demonteras ur maskinen vid slipning med en efterföljande justering vid montering i kuttern.
Planhyvel skall ej förväxlas med rikthyvel, som har en delvis annan funktion men det finns maskiner som har båda funktionerna.